# Simon Sechter
Simon Sechter, född den 11 oktober 1788 i Friedberg, Böhmen, död den 10 september 1867 i Wien, var en tyskspråkig musikskriftställare. 
Sechter, som var hovorganist och konservatorielärare i Wien, skrev bland annat Die Grundsätze der musikalischen Komposition (3 band, 1853–1854). Han komponerade även åtskillig kyrkomusik.